# Lương Cường
Lương Cường (ur. 15 sierpnia 1957 w Việt Trì) – wietnamski wojskowy i polityk, generał, członek Biura Politycznego i sekretarz Komitetu Centralnego Komunistycznej Partii Wietnamu. Od 21 października 2024 prezydent Wietnamu.

## Życiorys
Urodził się w Việt Trì, w prowincji Phú Thọ, w ówczesnej Demokratycznej Republice Wietnamu. W lutym 1975 wstąpił do Wietnamskiej Armii Ludowej, zaś lipcu 1978 został członkiem Komunistycznej Partii Wietnamu. Ukończył studia z zakresu administracji państwowej. Był oficerem politycznym i sekretarzem organizacji partyjnych w różnych jednostkach wojskowych. W maju 2016 został szefem Głównego Zarządu Politycznego Wietnamskiej Armii Ludowej (od czerwca 2011 był zastępcą szefa). Od stycznia 2008 jest członkiem KC KPW, od stycznia 2016 jego sekretarzem, zaś od stycznia 2021 – członkiem Biura Politycznego. 23 maja 2021 został wybrany do Zgromadzenia Narodowego . 
W 2024, w związku objęciem funkcji sekretarza generalnego KC KPW, Tô Lâm zrezygnował ze stanowiska prezydenta Wietnamu. 21 października 2024 Lương Cường został jednogłośnie wybrany przez Zgromadzenie Narodowe na ten urząd i tego samego dnia zaprzysiężony.

## Awanse
- generał major (wiet. thiếu tướng) – luty 2006
- generał porucznik (wiet. trung tướng) – sierpień 2009
- generał pułkownik (wiet. thượng tướng ) – grudzień 2014
- generał armii (wiet. đại tướng) – styczeń 2019[1]